# Janis Ian
Janis Ian (oprindeligt Janis Eddy Fink, født 7. april 1951) er en amerikansk singer-songwriter og forfatter, der fik sit gennembrud som inden for den let rockede del af den amerikanske folkemusik i 1960'erne. Hun var mest aktiv som musiker i begyndelsen af karrieren, men indspiller fortsat i 2000'erne musikalbum. Hendes sang "At Seventeen" modtog en Grammy for bedste kvindelige præstation i en popsang i 1976. 

## Opvækst
Janis Ian blev født i New York i en jødisk familie, og hun tilbragte det meste af sin barndom i New Jersey. Hendes forældre havde udpræget venstreorienterede holdninger, og af den grund blev de ofte overvåget af regeringen under den kolde krig, hvilket Janis Ian senere henviste til i sangen "God and the FBI".
Hendes far var musiklærer, og selv viste Ian snart interesse for musikken, så hun begyndte at gå til klaverundervisning som i en alder af 6-7 år. Snart lærte hun også at spille på andre instrumenter som orgel, cembalo, fløjte, valdhorn og guitar. Som ganske ung var hun begejstret for kvindelige pionerer i folk music som Joan Baez og Odetta, og hun skrev sin første sang "Hair of Spun Gold" som 12-årig, der blev offentliggjort i Broadside Magazine og kom senere med på hendes debutalbum. I 1964 skiftede hun navn til Janis Ian; det nye efternavn var hendes brors mellemnavn.

## Det musikalske gennembrud
Som 13-årig skrev og indspillede hun sangen "Society's Child (Baby I've Been Thinking)", der handler om et romantisk forhold på tværs af racer set fra den hvide piges side; hvordan hendes mor forbyder hende at se den sorte kæreste, og om omgivelsernes manglende accept, der til sidst betyder, at hun opgiver forholdet, fordi samfundets normer ikke giver hende andet valg. Dette indhold var i midten af 1960'erne ret kontroversielt, så sangen blev udgivet tre gange mellem 1965 og 1967, inden den tredje gang blev et hit. I forbindelse med den tredje udgivelse lod den berømte komponist og dirigent Leonard Bernstein hende spille sangen i et tv-program med titlen Inside Pop: The Rock Revolution, og dette havde virkning, så sangen nåede en højeste placering som nummer 14 på Billboard Hot 100. Dette skete, skønt sangen også blev boykottet på flere radiostationer og visse steder endda brændt ifølge Ians selvbiografi, der er opkaldt efter nummeret; heri fortæller hun også, at hun modtog flere hadebreve og dødstrusler som reaktion på sangen.
Oprindeligt var det meningen, at sangen skulle have været udsendt på Atlantic Records, som også finansierede indspilningen, men selskabet prøvede at slippe for at udgive sangen og gav hende masterkopien tilbage. I stedet udkom sangen og et efterfølgende album med titlen Janis Ian på Verve Forecast. Albummet blev også et hit og nåede en tolvteplads. "Society's Child" blev i 2001 optaget i Grammy Hall of Fame, der hylder vigtige musikstykker i musikhistorien og stykker, der opfattes som tidløse. 
Efter gennembruddet indspillede Janis Ian en række album, hvoraf det mest populære blev Between the Lines fra 1975, der nåede førstepladsen i USA. Albummet indeholder sangen "At Seventeen", der sammen med "Society's Child" må siges at være hendes mest kendte numre. Sangen handler om en ung kvinde, der ser tilbage på de svære teenageår med kamp for popularitet og angst for ikke at være god nok. Sangen blev også et stort hit, og den modtog en Grammy for bedste kvindelige præstation i en popsang i 1976 foran sangere som Linda Ronstadt, Olivia Newton-John og Helen Reddy. Albummet solgte over en million kopier i USA. 
Efterhånden blev interessen for Janis Ians musik i USA mindre, men andre steder i verden var hendes popularitet stadig stor langt op i 1990'erne. Specielt i Japan har Ian fortsat været et stort navn, og hun har lavet flere udgivelser målrettet specielt mod dette land.
I 1993 udsendte hun albummet Breaking Silence på et uafhængigt pladeselskab, og igen vakte hun opsigt, idet titelsangen handler om incest. Samtidig sprang hun ud som lesbisk. 
Hun har gennem alle årene givet koncerter og gør det fortsat. Hendes musik har været indspillet af en række andre kunstnere som Roberta Flack, Joan Baez, Cher, Nina Simone, Sheena Easton og Bette Midler.

## Musikpolitisk kritiker
Ian har i mange år været en åbenmundet kritiker af Recording Industry Association of America, som efter hendes mening arbejder mod kunsterne og forbrugernes interesser. På den baggrund har hun lagt adskillige af sine sange ud på sin hjemmeside til gratis afbenyttelse Hun har sammen med forfatteren Eric Flint argumenteret for, at der efter deres opfattelse er klare beviser for, at gratis downloads ikke medfører fald, men stigning i salget af fysiske plader. Hun har efterfølgende været overrasket over, hvor lidt støtte hendes udmeldinger har givet. 

## Forfatter
Ved siden af musikkarrieren har Janis Ian begyndelsen af 2000'erne indledt en skribentkarriere. Hun har i mange år været begejstret for science-fiction, og hun har selv skrevet i den genre. Nogle af hendes fortællinger er udgivet i antologien Stars: Original Stories Based on the Songs of Janis Ian fra 2003. Hun skriver desuden klummer til de homoseksuelles magasin The Advocate, og i 2008 udkom hendes selvbiografi med titlen Society's Child. 

## Privatliv
I 1978 blev Ian gift med den portugisiske filminstruktør Tino Sargo. Parret blev skilt i 1983, og i sin selvbiografi skriver Ian om hans fysiske og psykiske mishandling af hende. I 1989 mødte hun Patricia Snyder, som hun flyttede sammen med. Parret blev gift i 2003 i Toronto, og hun er stedmor til Snyders datter. 
Da hendes mor blev diagnosticeret med multipel sklerose i 1975, overtalte Ian og hendes bror moderen til at følge en livslang drøm om at komme på universitetet. Det gjorde hun og nåede at få sin eksamen. Efter moderens død har Janis Ian oprettet en fond, der skal hjælpe ældre mennesker med at få en uddannelse; fonden blev opkaldt efter moderen: Pearl Foundation.

## Diskografi

### Studiealbum
- Janis Ian (1967)
- For All the Seasons of Your Mind (1967)
- The Secret Life of J. Eddy Fink (1968)
- Who Really Cares (1969)
- Present Company (1971)
- Stars (1974)
- Between the Lines (1975)
- Aftertones (1976)
- Miracle Row (1977)
- Janis Ian (1978)
- Night Rains (1979)
- Restless Eyes (1981)
- Uncle Wonderful (1983, kun i Australien)
- Breaking Silence (1993)
- Simon Renshaw Presents: Janis Ian Shares Your Pain (1995)
- Revenge (1995)
- Hunger (1997)
- god & the fbi (2000)
- god & the fbi (med tre bonussange) (2000, Japan)
- Lost Cuts 1 (2001)
- Billie's Bones (2004)
- Folk is the New Black (2006)
- Folk is the New Black (med dvd) (2006)

### Genudgivelser
- Breaking Silence (med bonussange) (2003, UK)
- Hunger (med bonussange) (2003, UK)
- Stars (med bonussange) (2004)
- Between the Lines (med bonussange) (2004, UK)
- Aftertones (med bonussange) (2004, UK)
- Miracle Row (med bonussange) (2004, UK)
- Janis Ian (1978) (med bonussange) (2004, UK)
- Night Rains (med bonussange) (2004, UK)
- Billie's Bones (med bonussange) (2004, Japan)
- Revenge (med bonussange) (2006, UK)

### Opsamlingsalbum
- Remember (1978, Japan)
- The Best of Janis Ian (1980)
- My Favourites (1980)
- Stars/Night Rains (dobbeltalbum) (1987)
- At Seventeen (1990)
- Up 'Til Now (1992)
- Society's Child: The Verve Recordings (1995)
- Live on the Test 1976 (1995)
- Unreleased 1: Mary's Eyes (1998)
- The Bottom Line Encore Collection (1999)
- The Best of Janis Ian (2002)
- Live: Working Without a Net (2003)
- Souvenirs: Best of 1972-1981 (2004, USA)
- Souvenirs: Best of 1972-1981 (2004, Japan)
- Souvenirs: Best of 1972-1981 (cd og dvd) (2006)
- Unreleased 2: Take No Prisoners (2006)
- Unreleased 3: Society's Child (2006)
- Ultimate Best (2007)
- Best of Janis Ian: Autobiography Collection (2008, udgivet sammen med selvbiografien)
- The Essential Janis Ian (2009)